# Segnale di coda

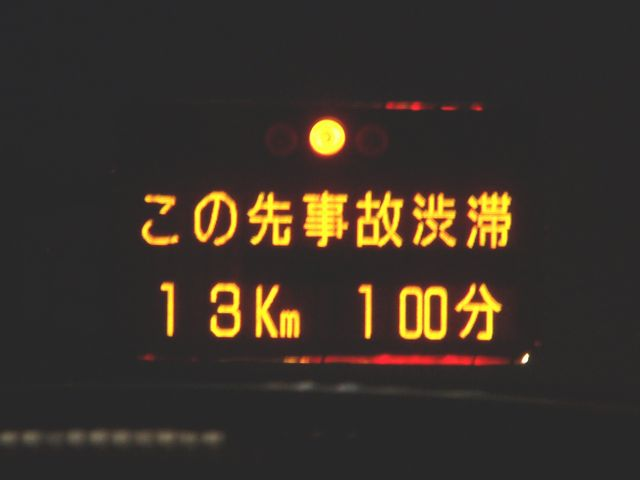
Pannello luminoso giapponese che indica coda

Nella dinamica del traffico stradale, la formazione di code lungo le strade può essere causa di incidenti, per cui le regolamentazioni della circolazione nei vari Paesi prevedono la segnalazione dei punti in cui vi sia la possibilità di incontrare traffico lento o fermo in colonna tramite un apposito segnale di coda.
In genere questo cartello invita ad essere prudenti per evitare di tamponare automezzi fermi o in lento movimento a causa di un intasamento del traffico; se posto all'accesso di un'autostrada, può consigliare un percorso alternativo; se visualizzato attraverso pannelli luminosi posti lungo un'autostrada può consigliare l'uscita anticipata per evitare ulteriori rallentamenti.

## Segnaletica stradale nei vari Stati

### Europa
La forma più diffusa per questo cartello è quella triangolare (con sfondo bianco o giallo). Si riscontrano però alcune eccezioni: l'Irlanda utilizza segnali di pericolo romboidali; il codice della strada italiano prevede il segnale come un pannello integrativo rettangolare, che raffigura una fila di automobili nere in coda su campo bianco ed è sempre abbinato al segnale di “Altri Pericoli”.

Albania
Andorra
Armenia
Austria
Azerbaigian
Belgio
Bielorussia
Bosnia ed Erzegovina
Cipro
Croazia
Danimarca
Finlandia
Francia
Georgia
Germania
Grecia
Irlanda
Islanda
Italia
Kazakistan
Liechtenstein
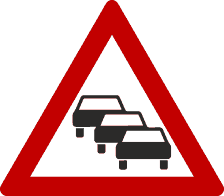
Lussemburgo
Macedonia del Nord
Monaco
Norvegia
Paesi Bassi
Polonia
Portogallo
Regno Unito
Repubblica Ceca
Romania
Russia
San Marino
Serbia
Slovacchia
Slovenia
Spagna
Svezia
Svizzera
Turchia
Ucraina
Ungheria